# Miami Open 2015
Die Miami Open 2015 waren ein Tennisturnier der WTA Tour 2015 für Damen und ein Tennisturnier der ATP World Tour 2015 für Herren in Miami, welche zeitgleich vom 24. März bis zum 4. April 2015 in Miami, Florida stattfanden.
Titelverteidiger im Einzel war Novak Đoković bei den Herren sowie Serena Williams bei den Damen. Im Herrendoppel war die Paarung Bob und Mike Bryan, im Damendoppel die Paarung Martina Hingis und Sabine Lisicki Titelverteidiger.

## Herrenturnier
→ Hauptartikel: Miami Open 2015/Herren
→ Qualifikation: Miami Open 2015/Herren/Qualifikation

## Damenturnier
→ Hauptartikel: Miami Open 2015/Damen
→ Qualifikation: Miami Open 2015/Damen/Qualifikation